# Pandemia di COVID-19 in Wyoming
La pandemia di COVID-19 del 2020-2021 in Wyoming, negli Stati Uniti, è stata confermata nel marzo 2020. Il 13 aprile, il Wyoming è l'ultimo stato negli Stati Uniti, a segnalare la sua prima morte a causa di COVID-19.
Al 30 dicembre 2020, il Wyoming ha somministrato 5.466 dosi di vaccini COVID-19, pari allo 0,94% della popolazione.

## Cronologia

### Marzo 2020
- 11 marzo: Il primo caso segnalato di COVID-19 è una donna nella contea di Sheridan che ha recentemente viaggiato internamente.[5]

- 13 marzo: il secondo caso segnalato è un uomo nella contea di Fremont.[6]

- 15 marzo: il governatore Gordon raccomanda di chiudere tutte le scuole pubbliche.[7]

- 18 marzo: il terzo caso positivo a Cheyenne, la capitale del Wyoming, porta lo stato a 16 casi confermati.[8]

## Risposte del governo
Il 17 marzo, il governatore del Wyoming Mark Gordon "ha annunciato la creazione di cinque task force progettate per affrontare gli effetti della diffusione del coronavirus" e ha condannato l'accaparramento nello stato.
Le industrie hanno avuto risposte diverse, con le società energetiche nello stato che cercano di bilanciare la sicurezza con la produttività continua imponendo restrizioni di quarantena e di viaggio. 

### Impatto sullo sport
Negli sport universitari, la National Collegiate Athletic Association ha annullato tutti i tornei invernali e primaverili, in particolare i tornei di basket maschile e femminile di divisione I, che hanno interessato college e università in tutto lo stato. Il 16 marzo, la National Junior College Athletic Association ha cancellato anche il resto delle stagioni invernali, così come le stagioni primaverili. Anche gli sport delle scuole superiori sono stati cancellati.

## Tabella e grafico sulla distribuzione dei casi
| Casi di COVID-19 in Wyoming | Casi di COVID-19 in Wyoming | Casi di COVID-19 in Wyoming | Casi di COVID-19 in Wyoming | Casi di COVID-19 in Wyoming | Casi di COVID-19 in Wyoming |
| Contea                      | Casi confermati             | Casi sospetti               | Tasso per 100.000           | Guariti                     | Morti                       |
| --------------------------- | --------------------------- | --------------------------- | --------------------------- | --------------------------- | --------------------------- |
| Albany                      | 8                           | 0                           | 20.6                        | 6                           | 0                           |
| Big Horn                    | 2                           | 1                           | 17.0                        | 2                           | 0                           |
| Campbell                    | 15                          | 9                           | 32.4                        | 22                          | 0                           |
| Carbon                      | 4                           | 0                           | 27.0                        | 4                           | 0                           |
| Converse                    | 13                          | 9                           | 94.1                        | 14                          | 0                           |
| Crook                       | 5                           | 0                           | 65.9                        | 4                           | 0                           |
| Fremont                     | 108                         | 8                           | 275.1                       | 36                          | 4                           |
| Goshen                      | 3                           | 1                           | 22.7                        | 4                           | 0                           |
| Hot Springs                 | 1                           | 2                           | 22.7                        | 1                           | 0                           |
| Johnson                     | 11                          | 4                           | 130.3                       | 14                          | 1                           |
| Laramie                     | 98                          | 47                          | 98.5                        | 88                          | 1                           |
| Lincoln                     | 6                           | 3                           | 30.3                        | 8                           | 0                           |
| Natrona                     | 39                          | 10                          | 48.8                        | 32                          | 0                           |
| Niobrara                    | 1                           | 1                           | 42.4                        | 2                           | 0                           |
| Park                        | 1                           | 0                           | 3.4                         | 1                           | 0                           |
| Platte                      | 0                           | 0                           | 0                           | 0                           | 0                           |
| Sheridan                    | 12                          | 4                           | 39.4                        | 16                          | 0                           |
| Sublette                    | 1                           | 2                           | 10.2                        | 3                           | 0                           |
| Sweetwater                  | 11                          | 7                           | 26.0                        | 15                          | 0                           |
| Teton                       | 65                          | 31                          | 277.0                       | 88                          | 1                           |
| Uinta                       | 6                           | 2                           | 29.7                        | 5                           | 0                           |
| Washakie                    | 5                           | 3                           | 64.1                        | 8                           | 0                           |
| Weston                      | 0                           | 0                           | 0.0                         | 0                           | 0                           |
| Totale                      | 404                         | 140                         |                             | 371                         | 7                           |